# پراگا
پراگا (انگلیسی: Praga) شرکت خودروسازی در جمهوری چک است، که در سال ۱۹۰۷ تأسیس شد.